# Глен-Дейл (Західна Вірджинія)
Глен-Дейл (англ. Glen Dale) — місто (англ. city) в США, в окрузі Маршалл штату Західна Вірджинія. Населення — 1496 осіб (2020).

## Географія
Глен-Дейл розташований за координатами 39°56′47″ пн. ш. 80°45′19″ зх. д. / 39.94639° пн. ш. 80.75528° зх. д. (39.946430, -80.755381).  За даними Бюро перепису населення США в 2010 році місто мало площу 3,11 км², з яких 2,20 км² — суходіл та 0,91 км² — водойми.

## Демографія
Згідно з переписом 2010 року, у місті мешкало 1526 осіб у 688 домогосподарствах у складі 475 родин. Густота населення становила 491 особа/км².  Було 745 помешкань (240/км²).
Расовий склад населення:
| - 97,5 % — білих - 0,5 % — корінних американців - 0,4 % — азіатів - 0,1 % — чорних або афроамериканців |

До двох чи більше рас належало 1,0 %. Частка іспаномовних становила 1,0 % від усіх жителів.
За віковим діапазоном населення розподілялося таким чином: 17,1 % — особи молодші 18 років, 59,8 % — особи у віці 18—64 років, 23,1 % — особи у віці 65 років та старші. Медіана віку мешканця становила 50,0 року. На 100 осіб жіночої статі у місті припадало 88,2 чоловіків;  на 100 жінок у віці від 18 років та старших — 91,1 чоловіків також старших 18 років.
Середній дохід на одне домашнє господарство  становив 69 426 доларів США (медіана — 52 262), а середній дохід на одну сім'ю — 79 315 доларів (медіана — 56 875). Медіана доходів становила 49 130 доларів для чоловіків та 36 818 доларів для жінок. За межею бідності перебувало 18,3 % осіб, у тому числі 50,4 % дітей у віці до 18 років та 7,0 % осіб у віці 65 років та старших.
Цивільне працевлаштоване населення становило 704 особи. Основні галузі зайнятості: освіта, охорона здоров'я та соціальна допомога — 38,2 %, роздрібна торгівля — 10,8 %, публічна адміністрація — 8,7 %, мистецтво, розваги та відпочинок — 7,2 %.